# Gymnomacha hyperythrota
Gymnomacha hyperythrota är en fjärilsart som beskrevs av Edward Meyrick 1938. Gymnomacha hyperythrota ingår i släktet Gymnomacha och familjen signalmalar. Inga underarter finns listade i Catalogue of Life.